# S’-ma Čen
S’-ma Čen (čínsky pchin-jinem Sīmǎ Zhēn, znaky zjednodušené 司马贞, tradiční 司馬貞; asi 679 – asi 732), zdvořilostní jméno C’-čeng (čínsky pchin-jinem Zǐzhèng, znaky 子正) byl čínský historik tchangské éry známý svým komentářem k Zápiskům historika.

## Život
Pocházel z Che-nej (河內, moderní okres Čchin-jang v prefektuře Ťiao-cuo v provincii Che-nan). Působil jako učenec (po-š’) a kancléř (ťi-ťiou) univerzity Kuo-c’-ťien, později jako akademik (süe-š’) v Institutu hlubšího poznání slovesnosti (Chung-wen-kuan). Sepsal komentář k Zápiskům historika (Š’-ťi), rozsáhlým dějinám Číny z 1. století př. n. l., který pojmenoval Hledání skrytého v Š’-ti (Š’-ti suo-jin, 史記索隐). Rozsah komentáře je 30 ťüanů (ťüan je svazek či kapitola, původně svitek).
Jeho dílo patří k nejvýznamnějším komentářům Zápisků, je jedním ze „Tří komentářů“ (vedle Shromážděných vysvětlení k Š’-ti Pchej Jina a Správného významu Š’-ti Čang Šou-ťiea) s nimiž byly od konce 12. století Zápisky tradičně vydávány. Ve svém komentáři se soustředil na identifikaci narážek a nepřímých zmínek a opravu některých tvrzení Pchej Jina.